# Choyrodon

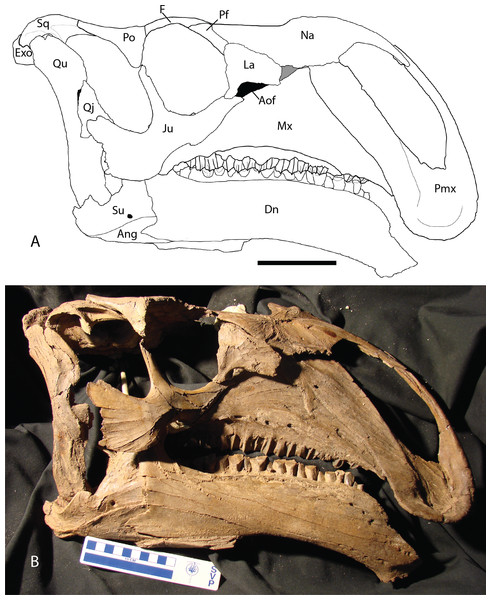
Het holotype

Choyrodon barsboldi is een plantenetende ornithischische dinosauriër, behorend tot de Euornithopoda die tijdens het vroege Krijt leefde in het gebied van het huidige Mongolië.
Bij Choeren Doech werden drie exemplaren gevonden van jonge euornithopoden.
In 2018 werd de typesoort Choyrodon barsboldi benoemd en beschreven door Terry A. Gates, Khishigjav Tsogtbaatar, Lindsay E. Zanno, Tsogtbaatar Chinzorig en Mahito Watabe. De geslachtsnaam verbindt een verwijzing naar de stad Choyr, nabij de vindplaats gelegen, met het Oudgrieks odoon, "tand", een gebruikelijk achtervoegsel in de namen van basale Iguanodontia. De soortaanduiding eert de Mongoolse paleontoloog Rinchen Barsbold. Omdat de naam gepubliceerd werd in een elektronisch tijdschrift zijn Life Science Identifiers nodig voor de geldigheid ervan. Die zijn A11FF4A2-903D-4BE5-84A2-66D19E545A61 voor het geslacht en 92591A61-54AD-4E74-B47F-2F1135305E9A voor de soort.
Het holotype, MPC-D 100/801, is gevonden in de onderste afzetting van de Choeren Doech-formatie, die dateert uit het middelste Albien. Het bestaat uit een gedeeltelijk skelet met schedel, onderkaken, nekribben en middenhandsbeenderen. De twee andere exemplaren werden aan de soort toegewezen. Het betreft de specimina MPC-D 100/800: een schedel met onderkaken, een borstrib en een doornuitsteeksel; en MPC-D 100/803: een gedeeltelijk skelet met schedel omvattende een neusbeen, de linkerschoudergordel, de linkervoorpoot, wervels, ribben, een linkerbekkenhelft, een rechterdijbeen en een linkerscheenbeen.
Choyrodon heeft een zeer grote gelijkenis met Altirhinus die in dezelfde formatie is gevonden. Dit suggereert dat Choyrodon slechts het jong van Altirhinus is. De beschrijvers voeren echter enkele argumenten aan waarom dit toch niet het geval zou zijn. Bij Altirhinus heeft het quadratum een hoger gelegen inkeping aan de zijde van het quadratojugale met op de onderrand een naar boven gericht uitsteeksel. Dit ontbreekt bij Choyrodon. Uit de literatuur zijn de beschrijvers geen verwanten bekend die bij de rijping zo'n uitsteeksel ontwikkelen. De achterste tak van het postorbitale is bij Choyrodon steiler. Van de Saurolophinae, waartoe Choyrodon overigens niet behoort, is bekend dat die tak bij de groei juist minder steil wordt. Bij het verhemeltebeen zijn bij Choyrodon verschillende onderdelen beter ontwikkeld. Bij dinosauriërs neemt zo'n ontwikkeling tijdens de rijping typisch toe en niet af. Daarnaast zijn er twee autapomorfieën aangegeven, unieke kenmerken waarvan de beschrijvers denken dat ze niets met rijping te maken kunnen hebben. Op het achterhoofd wordt het supraoccipitale op beide zijden overlapt door een lap been die de beschrijvers interpreteren als het opisthoticum. De voorste onderkant van het surangulare van de onderkaak toont onder het tweede foramen twee vouwen op de buitenste zijkant. Altirhinus heeft een kort onderste uitsteeksel op het predentarium, de voorkant van de onderkaken, dat zijwaarts uitstekend gevorkt is. Bij Choyrodon is dit uitsteeksel lang, smal en recht. Choyrodon heeft nog een fenestra antorbitalis, een basaal kenmerk dat het holotype van Altirhinus mist. Als zodanig kan dit plausibel ontogenetisch verklaard worden: bij volwassen dieren groeide het kennelijk dicht. De beschrijvers wijzen er echter op dat bij geen enkele euornithopode verder zo'n venster voorkomt en er dus ook geen bewijs is voor een sluiting op latere leeftijd.
Choyrodon is basaal in de Iguanodontia geplaatst als zustersoort van Eolambia. Dat de analyse Choyrodon niet als zustersoort van Altirhinus vond en ook niet in een meer basale positie zoals bij jonge dieren typisch het geval is, zijn weer aanwijzingen dat het niet om synoniemen gaat.